# Gvidonas Markevičius
Gvidonas Markevičius (ur. 22 listopada 1969 w Szakach) – litewski koszykarz, występujący na pozycji rzucającego obrońcy, wicemistrz Europy z 1995, po zakończeniu kariery zawodniczej trener koszykarski, obecnie trener zespołu Rokiškio Rokiškis.

## Osiągnięcia
Drużynowe
- 4. miejsce w Pucharze Saporty (1989, 1990)
- Mistrz:
  - ZSRR (1987)
  - II ligi niemieckiej (2004 – awans do I Bundesligi)
- Uczestnik rozgrywek:
  - Eurocupu (1997)
  - Pucharu Koracia (1996)

Indywidualne
- Uczestnik meczu gwiazd PLK (1994)[1]

Reprezentacja
Seniorów
- Wicemistrz Europy (1995)
- Uczestnik mistrzostw Europy (1995, 1997 – 6. miejsce)

Młodzieżowe
- Uczestnik rozgrywek mistrzostw Europy:
  - U–18 (1988 – 5. miejsce)
  - U–16 (1985 – 5. miejsce)